# Mont-Roc
Mont-Roc é uma comuna francesa na região administrativa de Occitânia, no departamento de Tarn. Estende-se por uma área de 14,18 km². Em 2010 a comuna tinha 194 habitantes (densidade: 13,7 hab./km²).